# Lente progressiva

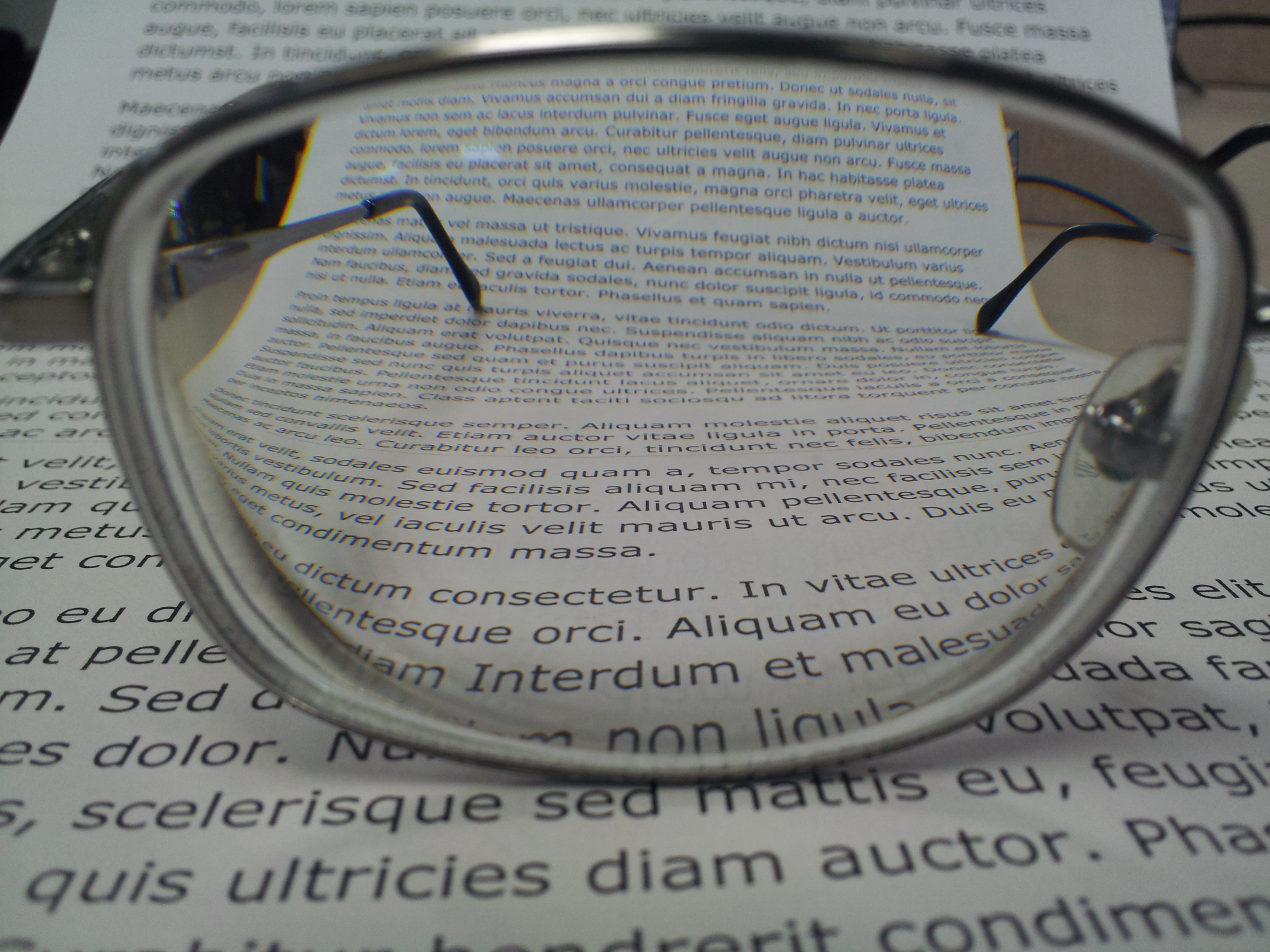
Immagine in una lente progressiva trifocale

Le lenti oftalmiche progressive, dette anche Progressive Addition Lenses (PAL), lenti a potenza progressiva, lenti correttive graduate e lenti varifocali o multifocali, sono lenti correttive utilizzate negli occhiali per correggere la presbiopia e altri disturbi di adattamento. Sono caratterizzate da un graduale aumento della potenza della lente che viene aggiunto alla correzione necessaria per la visione da lontano. La progressione inizia nella parte superiore della lente e raggiunge una potenza massima addizionale che consente la visione di oggetti vicini tramite la parte inferiore della lente. La lunghezza della variazione di potenza progressiva sulla superficie della lente dipende dal modello della stessa, con una potenza finale compresa tra 0,75 e 3,50 diottrie. Il valore di incremento prescritto dipende dall'entità di presbiopia del soggetto. In genere, maggiore è l'età del soggetto, più è alto l'incremento.

## Storia
Il primo brevetto per una lente progressiva (PAL) è stato il brevetto britannico 15.735, concesso a Owen Aves con data di priorità 1907. Il brevetto di Aves comprendeva la progettazione della lente progressiva e il processo di fabbricazione. Tuttavia, era diverso dalle moderne lenti progressive. Consisteva in una superficie posteriore conica e un fronte cilindrico con assi contrapposti in modo da creare una progressione di potenza. Questo modello non è mai stato commercializzato.
Ci sono stati diversi passaggi intermedi (sembra che H. Newbold abbia progettato una lente simile a quella di Aves intorno al 1913) e vi sono attestazioni che indicano che Duke Elder nel 1922 ha sviluppato la prima lente progressiva disponibile sul mercato (Ultrifo) commercializzata da "Gowlland di Montreal". Questo modello era basato su una disposizione di superfici asferiche.
Irving Rips presso Younger Optics ha sviluppato la prima lente mista commercializzabile nel 1955, denominata bifocale invisibile Younger.
Le lenti Varilux sono state le prime lenti progressive additive di moderna progettazione. Sono state sviluppate da Bernard Maitenaz, brevettate nel 1953 e introdotte dalla Société des Lunetiers (che è diventata in seguito una parte di Essilor) nel 1959. La svolta relativa all'adattamento e al comfort delle lenti progressive si è verificata nel 1972 con l'introduzione sul mercato di Varilux 2. Bernard Maitenaz ha scoperto ed introdotto l'importanza della zona periferica nella progettazione per la visione periferica e dinamica. Pertanto, mentre per Varilux la struttura superficiale era simile alle caratteristiche della lente bifocale, con una metà superiore della superficie priva di aberrazioni per la visione da lontano e un "segmento" piuttosto grande per una visione nitida da vicino, Varilux 2 si caratterizzava per una struttura totalmente asferica.
Le prime lenti progressive utilizzano strutture non raffinate dal punto di vista ottico. La lente destra e la lente sinistra avevano una potenza variabile identica con un centro di potenza per la distanza e la lettura rispettivamente nella parte superiore e inferiore della lente. Le lenti erano fatte in modo da adattarsi al cambiamento della posizione dell'occhio nella visione a distanza e nella lettura. La zona dedicata alla lettura Il si trova al di sotto della zona di visione per lontano a partire da circa 14 mm.
L'inclinazione e versione degli occhi rispetta il percorso di convergenza. Tuttavia, la struttura simmetrica era difficile da accettare per i portatori, in quanto gli occhi lavorano in genere in maniera asimmetrica. Le moderne e sofisticate lenti progressive sono progettate in modo asimmetrico per incontrare le esigenze e facilitare l'adattabilità dei portatori.
Esistono anche lenti progressive per impiego ed utilizzo ad uso professionale con aree di visione che privilegiano la visione da vicino ed intermedia
La lente progressiva standard può essere prodotta a partire da una lente definita semilavorata o semi-finito. Alcuni semifiniti possono impiegare nella base esterna un design asimmetrico. Nella base interna si possono integrare oltre ai parametri di prescrizione di ciascun soggetto anche parametri di personalizzazione I modelli di lente progressiva che sono in grado di accogliere i parametri di personalizzazione si definiscono free form.
A partire dal 1980, i produttori sono stati in grado di minimizzare le aberrazioni indesiderate tramite:
- miglioramenti nella digitalizzazione e modellazione delle superfici, che consente un maggiore controllo della struttura;
- test sui futuri portatori;
- processi di fabbricazione e tecnologia digitalizzata per migliorare il design e performance delle lenti migliorata.

Oggi le superfici complesse di una lente progressiva possono essere lavorate ad altissima precisione mediante l'impiego di generatori computerizzati, consentendo la modellazione delle superfici, differentemente da processi precedente.
Il posizionamento prezzo delle lenti progressive è proporzionalmente basato sul pacchetto di tecnologie e funzionalità che vengono applicate ed espresse.

## Vantaggi e utilizzo
La lente progressiva grazie ad un'appropriata variazione di potere consente di vedere bene a tutte le distanze e di essere impiegata nella maggior parte delle attività svolte nel quotidiano. Resta necessario anche un leggero indirizzo ed orientamento della testa per il corretto posizionamento nella lente della zona di visione per vicino.
Le lenti progressive non hanno salti d'immagine offrendo una maggiore estetica rispetto ai limiti delle lenti bifocali e trifocali. Poiché le lenti bifocali vengono associati alla "vecchiaia", le lenti progressive grazie alla mancanza di segmenti sulla superficie esterna conferiscono spontaneamente una caratteristica estetica più "giovane" simile alle lenti monofocali.
Le lenti progressive possono utilizzare il principio di ottimizzazione, che si basa sulla linearizzazione e rappresenta la superficie della lente tramite speciali funzioni di scanalatura. Il potere della lente si modula progressivamente in uno spazio che interessa la parte alta e bassa della lente. Questa superficie specializzata della lente fornisce una distribuzione della potenza precisa per la visione da vicino e da lontano e riduce il numero di aberrazioni ottiche.

## Svantaggi
Le lenti progressive possono produrre aree di aberrazione astigmatica nelle aree zone periferiche della lente, dove il portatore potrebbe incontrare scarsa qualità di visione. L'area di aberrazione varia in base al design della lente, lavorazioni e potere. Per mitigare questi effetti è possibile utilizzare lenti con design di qualità superiore o tipologie di lenti con basso valore di addizione. A volte l'evoluzione del potere e la correzione visiva possono influenzare la visione intermedia. Esistono lenti progressive (occhiali da ufficio) dedicate esclusivamente alla visione da vicino, intermedia ed "estesa" dove l'evoluzione del potere sarà più contenuta rispetto alle versioni tradizionali. Alcuni utilizzatori incontrano disagio visivo nell'utilizzo delle lenti progressive. Tuttavia, i fabbricanti dichiarano tassi di accettazione elevati compresi tra il 90% e il 98%. Uno dei consigli per evitare problemi di adattamento, è quello di iniziare a utilizzare le lenti progressive nella fase di sviluppo della presbiopia (intorno ai 40 anni per la maggior parte delle persone), momento in cui il valore dell'addizione è più basso. L'utilizzatore può adattarsi gradualmente con il progredire della presbiopia. Per quanto riguarda gli svantaggi, l'utilizzo di una minima correzione oltre a frequenti e costosi cambiamenti di lenti genera inadeguatezza nell'effettiva funzionalità della correzione, mano a mano che la presbiopia avanza.
Le lenti progressive richiedono un'attenta centratura rispetto al centro della pupilla di chi le indossa di riferimento alla visione per lontano. Un non corretto posizionamento può causare diversi problemi all'utilizzatore tra i quali (a seconda della tipologia della lente) campi di visione ristretti, visione nitida solo da un occhio, sfocatura e necessità di modificare la posizione naturale della testa per vedere in maniera nitida.
Le lenti progressive sono generalmente vendute a un prezzo superiore rispetto a quello delle lenti bifocali e delle lenti da lettura monofocali principalmente per gli investimenti riconducibili alla ricerca e sviluppo dedicati e il supporto ed assistenza professionale.